# Psihoanaliza
Psíhoanalíza (nemško Psychoanalyse) je izredno vplivna klinična metoda in psihološka teorija, ki se ukvarja s proučevanjem nezavednega in zdravljenjem psihičnih motenj na osnovi te teorije. Teorijo in metodo je na začetku 20. stoletja razvil Sigmund Freud. Njeno načelo zdravljenja je pacientov govor. Od tod njeno ime »talking cure«.
Psihoanalizo so širili, kritizirali in razvijali v različnih smereh predvsem nekdanji Freudovi študenti in sodelavci, kot sta Alfred Adler in Carl Gustav Jung, kasneje pa tudi nefreudovci in neofreudovci: Erich Fromm, Karen Horney, Harry Stack Sullivan, Jacques Lacan in drugi.

## Zgodovina
Izraz psihoanaliza se prvič pojavi leta 1896 v Freudovem besedilu Etiologija nevroz. Njen začetek je povezan z delom Josefa Breuerja in Jean-Martina Charchota. Freud je v proučevanju histerije odkril nezavedno, kar je postavil kot temeljni analitični koncept. Psihoanalitična metoda izhaja iz razmerja med psihoanalitikom, ki posluša analizantov govor in analizantom, ki je obrnjen proč od analitika. Freudovsko psihoanalizo je nadaljevala njegova hči Anna. Danes obstaja več analitičnih tehnik. Vsem je skupno, da izhajajo iz nezavednega, koncepta pulzije in sanj.